# Garšviai (rejon birżański)
Garšviai − wieś na Litwie, w okręgu poniewieskim, w rejonie birżańskim, w gminie Popiel. W 2011 roku liczyła 8 mieszkańców.
W 1902 roku miejscowość zamieszkiwało 68 osób, w 1923 roku − 71 osób, w 1959 roku − 37 osób, w 1970 roku − 35 osób, w 1979 roku − 19 osób, w 1989 roku − 9 osób, w 2001 roku − 9 osób.